# Velarifictorus mosambicus
Velarifictorus mosambicus är en insektsart som först beskrevs av Lucien Chopard 1961.  Velarifictorus mosambicus ingår i släktet Velarifictorus och familjen syrsor. Inga underarter finns listade i Catalogue of Life.